# Мадерна, Карлос
Карлос Мадерна (исп. Carlos Maderna; 4 августа, 1910, Ла-Плата — 23 января, 1976, Ла-Плата) — аргентинский шахматист.

## Биография
С начала 1930-х годов до начала 1950-х годов был одним из ведущих шахматистов Аргентины. Двукратный победитель чемпионатов Аргентины по шахматам. В 1940 году победил в матче за звание чемпиона Аргентины Луиса Пьяццини со счетом 8:6, а в 1941 году в таком же матче потерпел разгромное поражение от Карлоса Гимара со счетом 1:8. В 1951 году во второй раз победил в чемпионате Аргентины по шахматам, когда был сильнейшим в дополнительном турнире с участием Хакобо Болбочана и Генриха Рейнгардта.
В 1928 году на международном шахматном турнире в Мар-дель-Плате поделил 4-е— 5-е место (победил Роберто Грау). В 1931 году победил на международном шахматном турнире в Буэнос-Айресе, обойдя Савелия Тартаковера. В 1934 году в Буэнос-Айресе на чемпионате Южной Америки по шахматам остался на 16-м месте (победил Луис Пьяццини). В 1938 на международном шахматном турнире в Монтевидео поделил 5-е — 6-е место (победил Александр Алехин). В 1948 году победил на международном шахматном турнире в Санта-Фе.
Участник двух первых южноамериканских зональных турниров розыгрыша звания чемпиона мира по шахматам. В 1951 году в турнире в Мар-дель-Плате — Буэнос-Айресе занял 3-е место за победителями и попавшими в межзональный турнир Эрихом Элисказесом и Хулио Болбочаном, а в 1951 году в турнире в Мар-дель-Плате — Буэнос-Айресе поделил 11-е — 12-е место (победил Оскар Панно).
В составе сборной Аргентины участвовал в двух шахматных олимпиадах (1928, 1935).